# Künstlerische Fotografie

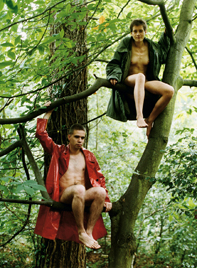
Wolfgang Tillmans: Lutz & Alex sitting in the trees (1992)

Als künstlerische Fotografie, Fotokunst oder Kunstfotografie werden Anwendungen fotografischer Mittel bezeichnet, durch die ein inhaltliches oder formales Anliegen ausgedrückt werden soll. Ihr formaler Gegensatz ist die angewandte Fotografie, die Abgrenzung ist jedoch unscharf.

## Auftrag
In der künstlerischen Fotografie wird das Medium Fotografie als künstlerisches Ausdrucksmittel, darunter auch zum Erzielen aufklärerischer, sozialkritischer oder anderer ideologischer bzw. politischer Wirkungen verwendet. Im Allgemeinen kann bei der künstlerischen Fotografie das Foto auch als Werk bezeichnet werden und ist als bildende Kunst zu verstehen. Nach dieser Definition geben Fotografien nicht die Wirklichkeit wieder, sondern sind die Interpretation eines Moments. Solche künstlerischen Fotografien sind zumeist Teile aus sogenannten Serien. Die Betrachtung der gesamten Serie, anstatt eines einzelnen Werkes, kann das Erfassen der beabsichtigten Aussage erleichtern. In der Kunstfotografie kann es auch zu Korrekturen am Bild im Labor oder am Computer kommen, dabei sind der Kreativität des Künstlers keine Grenzen gesetzt.
Ein wesentliches Thema zeitgenössischer Fotografie ist die Selbstreflexion des Mediums, seiner Geschichte und seiner Wahrnehmung. Der anfängliche Glaube an die Objektivität der Fotografie wurde bereits frühzeitig in Frage gestellt und war lange umstritten. Da unsere Sehgewohnheiten oft formale Gesichtspunkte zur Klassifikation als z. B. typisch für ein Modebild, ein Nachrichtenbild, ein Porträt oder ein Werbebild, heranziehen, fällt der künstlerischen Fotografie eine Erweiterung der Möglichkeiten zu: Das Spiel mit Grenzüberschreitungen oder der Bruch mit Sehgewohnheiten wird so zu einem wesentlichen Stilmittel zeitgenössischer Fotografie.

## Entstehung
Die Kunstfotografie des 19. Jahrhunderts bemühte sich noch, fotografisch die Malerei zu imitieren. Ihre Anfänge liegen stilistisch in der Kunst des späten Biedermeier, dessen Ziel eine realistische Abbildung der Wirklichkeit war. Im Lauf der zweiten Hälfte des 19. Jahrhunderts verwendeten die nachfolgenden Piktorialisten auch Unschärfen und Lichteffekte um romantische, impressionistische und symbolistische Sujets nachzuahmen und den Charakter der Fotografie hin zum Gemälde zu verfremden.
Ziel des Piktorialismus war es, nicht lediglich ein bloßes, einen Augenblick in der Realität festhaltendes Abbild des Motivs herzustellen, sondern eine symbolische Darstellung von Gemütszuständen oder grundlegenden Werten zu erzielen. Seine Blütezeit fand der Piktorialismus zwischen dem Ende des 19. Jahrhunderts bis zum Ersten Weltkrieg, in Teilen Asiens, stark durch chinesische Fotografen beeinflusst, war er noch bis 1970 einflussreich.
Umgekehrt wirkte die Fotografie befruchtend auf die Malerei des Impressionismus zurück. Zufällig wirkende Kompositionen mit angeschnittenen Menschen, Wagen und Tieren hielten ihren Einzug. Robert Demachy hatte die Ballettszenen von Edgar Degas nachempfunden. Edgar Degas seinerseits setzte die Schnappschuss-Wirkung, die absichtsvolle Zufälligkeit von Bildausschnitt und Komposition, als Stilmittel in seinen Gemälden ein. Gustave Caillebotte, der 1876 zum ersten Mal seine Gemälde bei einer Impressionisten-Ausstellung zeigte, warfen seine Kritiker vor, die Wirklichkeit „fotografisch“, also zu realistisch, wiederzugeben. Er nahm Techniken und Themen vorweg, die sich erst in den 1920er-Jahren als „Neues Sehen“ in der Fotografie etablierten. Fotografen wie André Kertész, Wols und László Moholy-Nagy weisen eine besondere Nähe zu Caillebottes Werk auf. Ihre Bilder greifen zum Teil dieselben Motive auf oder zeigen einen Ausschnitt aus der gleichen Perspektive. So gibt es zum Beispiel Aufnahmen von Straßen und Plätzen in einer steilen Draufsicht, wie sie schon auf den Gemälden Caillebottes zu finden sind.
August Sanders berühmtes Projekt „Menschen des 20. Jahrhunderts“ ist in seiner enzyklopädischen Anlage gleichzeitig ein Vorläufer der konzeptuellen Fotografie.
Die künstlerische Fotografie gliederte sich in zahlreiche Stilrichtungen und Genres auf, Susan Sontag spricht von Bewegungen, so wie Alfred Stieglitz und die Photo-Secession, Edward Weston und F/64, Albert Renger-Patzsch und die Neue Sachlichkeit, Walker Evans und das Farm Security Administration-Projekt oder Henri Cartier-Bresson und Magnum Photos.

## Bedeutung für den Kunstmarkt
Das Sammeln von Kunstfotografie setzte ein, nachdem das Medium als Werkzeug der Avantgardisten eine wichtigere Stellung eingenommen hatte. Fotografie, die heute überall auf der Welt als künstlerisches Medium anerkannt ist, wurde ein Feld für den Kunstmarkt und zur Anlage von Sammlungen.

## Historische Kritik
Der Kunstcharakter der Fotografie war lange Zeit umstritten: Charles Baudelaire führte dies bereits in seinem Werk Die Fotografie und das moderne Publikum im Jahre 1859 aus. Baudelaire beschäftigte sich mit dem Einfluss der Fotografie auf die Kunst und ebenso mit den tiefgreifenden Veränderungen der Kunstwahrnehmung: Ästhetische Erziehung und Geschmacksbildung wurde nun neben den klassischen Künsten auch durch die Fotografie bestimmt. Baudelaire sah hier die Geschlossenheit der Künste durch ein neues Medium erweitert. Baudelaire erkannte auch die Konkurrenz innerhalb der Kunst: Der Porträtmaler stand nun dem Porträtfotografen gegenüber. Baudelaire kritisierte die Bestrebungen, die Natur zu kopieren, ohne ihr Wesen zu kennen, als eine gegenüber der wahren Kunst feindlich eingestellte Lehre. Diese Kritik manifestiert sich bis heute: Die realistische oder auch idealisierte Abbildung wird oft kritisiert. Künstlerische Fotografie bedeutet bis heute Wahrnehmung, Dialog und Schöpfung. Zugespitzt formuliert der Kunsttheoretiker Karl Pawek in seinem Buch Das optische Zeitalter (1963): „Der Künstler erschafft die Wirklichkeit, der Fotograf sieht sie.“
Diese Auffassung, u. a. von Walter Benjamin vertreten, betrachtet die Fotografie nur als ein technisches, standardisiertes, mechanisch reproduzierendes Verfahren, mit dem eine Wirklichkeit auf eine objektive, quasi „natürliche“ Weise abgebildet wird, ohne dass dabei gestalterische und damit künstlerische Aspekte zum Tragen kommen: „die Erfindung eines Apparates zum Zwecke der Produktion … (perspektivischer) Bilder hat ironischerweise die Überzeugung … verstärkt, dass es sich hierbei um die natürliche Repräsentationsform handele. Offenbar ist etwas natürlich, wenn wir eine Maschine bauen können, die es für uns erledigt.“ Fotografien dienten gleichwohl aber schon bald als Unterrichtsmittel bzw. Vorlage in der Ausbildung bildender Künstler (Études d’après nature).
Schon in Texten des 19. Jahrhunderts wurde aber auch bereits auf den Kunstcharakter der Fotografie hingewiesen, der mit einem ähnlichen Einsatz der Technik wie bei anderen anerkannten zeitgenössischen grafischen Verfahren (Aquatinta, Radierung, Lithografie, …) begründet wird. Damit wird auch die Fotografie zu einem künstlerischen Verfahren, mit dem ein Fotograf eigene Bildwirklichkeiten erschafft. William Henry Fox Talbot war bereits vor 160 Jahren der Ansicht, die Fotografie sei „eindeutig ein Werkzeug (…), das in die Hände des findigen Geistes und der Kunst“ gehöre.
Auch zahlreiche Maler des 19. Jahrhunderts, wie etwa Eugène Delacroix, erkannten dies und nutzten Fotografien als Mittel zur Bildfindung und Gestaltung, als künstlerisches Entwurfsinstrument für malerische Werke – allerdings weiterhin, ohne ihr einen eigenständigen künstlerischen Wert zuzusprechen. Allerdings gab es auch zuvor schon die Camera obscura, die wohl schon Filippo Brunelleschi (1377–1446) bei seiner Anwendung der Zentralperspektive als Hilfsmittel einsetzte. Die Methode von Malern, die Fotografie als Skizzenelement einzusetzen, wurde auch im 20. und 21. Jahrhundert angewandt. So nutzte David Hockney fotografische Vorlagen (als Polaroid oder auf Film) für Porträts und Landschaftsmalereien, setzte sie aber auch für Fotocollagen im Sinne der Panografie ein.
Auch Fotografen kritisierten teilweise den Mangel an künstlerischem Anspruch. Der Fotograf Henri Cartier-Bresson, selbst als Maler ausgebildet, wollte die Fotografie ebenfalls nicht als Kunstform, sondern als Handwerk betrachtet wissen: „Die Fotografie ist ein Handwerk. Viele wollen daraus eine Kunst machen, aber wir sind einfach Handwerker, die ihre Arbeit gut machen müssen.“ Gleichzeitig nahm er aber für sich auch das Bildfindungskonzept des „entscheidenden Augenblickes“ in Anspruch, das ursprünglich von Gotthold Ephraim Lessing dramenpoetologisch ausgearbeitet wurde. Damit bezieht er sich unmittelbar auf ein künstlerisches Verfahren zur Produktion von Kunstwerken. Cartier-Bressons Argumentation diente also einerseits der poetologischen Nobilitierung, andererseits der handwerklichen Immunisierung gegenüber einer Kritik, die die künstlerische Qualität seiner Werke anzweifeln könnte. So wurden gerade Cartier-Bressons Fotografien sehr früh in Museen und Kunstausstellungen gezeigt, etwa in der MoMA-Retrospektive (1947) und der Louvre-Ausstellung (1955). Cartier-Bresson kritisierte sogar Kollegen: „Die Welt ist dabei, in Stücke zu fallen und Leute wie Adams und Weston fotografieren Felsen!“
Fotografie wurde bereits früh als Kunst betrieben (Julia Margaret Cameron, Lewis Carroll und Oscar Gustave Rejlander in den 1860er Jahren). Der entscheidende Schritt zur Anerkennung der Fotografie als Kunstform ist den Bemühungen von Alfred Stieglitz (1864–1946) zu verdanken, der mit seinem Magazin Camera Work den Durchbruch vorbereitete. Auch der Objektkünstler und Fotograf Man Ray versuchte mit fotografischen Methoden Kunst zu schaffen, allerdings auch mit Methoden der Abstraktion, der Bildsprache oder der Symbolik, mit denen er sich von einer realistischen Abbildung abzuheben trachtete.
Erstmals trat die Fotografie in Deutschland in der Werkbund-Ausstellung 1929 in Stuttgart in beachtenswertem Umfang mit internationalen Künstlern wie Edward Weston, Imogen Cunningham und Man Ray an die Öffentlichkeit. Spätestens seit den MoMA-Ausstellungen von Edward Steichen (The Family of Man, 1955) und John Szarkowski (1960er) ist Fotografie als Kunst von einem breiten Publikum anerkannt, wobei gleichzeitig der Trend zur Gebrauchskunst begann. Ein wichtiger Meilenstein war 1947 die Gründung der Bildagentur Magnum Photos, einer unabhängigen Fotoagentur und Fotografenagentur. Die zahlreichen bekannten Fotografen von Magnum brachten Bilder von hoher Qualität und Aussage in die Massenmedien, und veränderten damit auch die Wahrnehmung der Fotografie durch die Öffentlichkeit. Oft wurde das Zeitgeschehen mit künstlerischen Aussagen der Magnum-Fotografen kommentiert – es entstanden ikonografische Bilder.
Ein anderer Aspekt ist die Nutzung der Fotografie in Mode oder Architektur. Diese „Kunstwerke“ wurden spätestens ab den 1920er Jahren zu Objekten einer künstlerischen Fotografie. Modefotografie und Architekturfotografie schufen nun auch ikonografische Bilder.
Die akademische Unsicherheit im Umgang mit der Fotografie verhinderte lange ihren Einzug in die großen Museen. Selbst in den USA, wo die Fotografie ein wesentlicher Faktor der Emanzipation von der europäischen Kunsttradition war, wurden erst in den 1950er Jahren vermehrt fotografische Abteilungen gegründet. Das Museum of Modern Art in New York verfügt seit seiner Eröffnung im Jahr 1929 über eine eigene Abteilung für Fotografie. Die meisten europäischen Museen begannen erst in den 1960er und 1970er Jahren mit dem Aufbau fotografischer Sammlungen.
Als ein mögliches Kriterium für Fotografien als Kunstform sieht Susan Sontag im Kriterium des Neuen. Neu bedeutet hier das Aufzeigen neuer formaler Möglichkeiten oder Abweichungen der tradierten visuellen Sprache, heute würde man also von Bildsprache oder fotografischem Sehen sprechen. Wie für jede Kunstform gilt das Neue als ein essentieller Anspruch an die künstlerische Fotografie. Den von Walter Benjamin aufgezeigten Makel der Fotografie, dem eines mechanisch reproduzierten Objektes, dem die Handwerklichkeit der Malerei und ihre Fähigkeit, ein Original zu schaffen, abgeht, setzt Sontag entgegen, dass Fotografien durchaus eine gewisse Authentizität aufweisen können. Fotografien, die eine eigene Bildsprache hervorbringen können, und in einen Dialog mit dem Betrachter eintreten, können sehr wohl Kunst sein. Nicht zuletzt gilt auch die Rezeption in Museen und Ausstellungen seit Mitte des 20. Jahrhunderts als ein möglicher Indikator für die zunehmende Herausbildung eines ästhetischen Urteils über Fotografien als Kunst.
1977 stellte die documenta 6 in Kassel erstmals als international bedeutende Ausstellung in der berühmten Sektion Fotografie die Arbeiten historischer und zeitgenössischer Fotografen aus der gesamten Geschichte der Fotografie in den vergleichenden Kontext der zeitgenössischen Kunst – im Zusammenhang mit der Ausstellung „150 Jahre Fotografie“.
Heute ist Fotografie als vollwertige Kunstform akzeptiert. Indikatoren dafür sind die wachsende Anzahl von Museen, Sammlungen und Forschungseinrichtungen für Fotografie, Ausstellungen, die Zunahme der Professuren für Fotografie sowie nicht zuletzt der gestiegene Wert von Fotografien in Kunstauktionen und Sammlerkreisen. Zahlreiche oftmals nicht trennscharfe Genres haben sich entwickelt, darunter die Landschafts-, Akt-, Industrie-, Architekturfotografie und viele mehr, die innerhalb der Fotografie eigene Wirkungsfelder entfaltet haben. Außerdem entwickelt sich die künstlerische Fotomontage zu einem der malenden Kunst gleichwertigen Kunstobjekt.
Neuere Diskussionen innerhalb der Foto- und Kunstwissenschaften verweisen indes auf eine zunehmende Beliebigkeit bei der Kategorisierung von Fotografie. Zunehmend werde demnach von der Kunst und ihren Institutionen absorbiert, was einst ausschließlich in die angewandten Bereiche der Fotografie gehört habe.
Die Digitalfotografie und die massenhafte Verbreitung von Kameras führte zu neuen Diskussionen über den Kunstgehalt der Fotografie. So ist heute die gewohnte und immer wieder gesteigerte Ästhetik oft ein Kritikpunkt – sowie die geschickte Vermarktung von bekannten Fotografen, welche sich in immer neuen Rekorden bei Auktionen widerspiegelt.

## Kunstfotografie

### Vereinigungen künstlerischer Fotografen
- Brotherhood of the Linked Ring (Linked Ring) (1892–1909)
- Photo-Club de Paris (1888–1928)
- Group F/64.(ggr. 1932)
- Magnum Photos (ggr. 1947)

### Zeitschriften
- Camera Work

### Galerien
- Galerie 291
- Photographers’ Gallery London
- Behance Gallery.

### Fotografiesammlungen in Museen
- Fotomuseum Den Haag
- Victoria & Albert Museum, London (UK)
- National Science & Media Museum, West Yorkshire (UK)
- Royal Photographic Society (UK)
- Boston Museum of Fine Arts, Boston (USA)
- MoMa, New York City (USA)
- Whitney Museum of American Art, New York City (USA)
- SFMoMa, San Francisco (USA)
- Art Institute of Chicago, Chicago (USA)
- Chicago Museum of Contemporary Photography, Chicago (USA)
- Getty Research Institute, Los Angeles (USA)
- New York Public Library, New York City (USA)
- Fotomuseum Antwerp, Antwerpen (B)
- Nederlands Fotomuseum, Rotterdam (NL)
- Musée d’Orsay, Paris (F)
- MEP Maison européenne de la photographie, Paris (F)
- Museum Folkwang, Fotografische Sammlung, Essen (D)
- Museum für Fotografie, Berlin (D).
- Museo de Arte Moderno Bucaramanga, Bucaramanga (COL)
- Museum der Moderne Salzburg, Fotosammlung des Bundes, Salzburg (AU)

### Bedeutende Fotografen (Auswahl)
- Robert Adams
- Bernd und Hilla Becher
- Karl Blossfeldt
- Julia Margaret Cameron
- Henri Cartier-Bresson
- Gregory Crewdson
- Robert Demachy
- William Eggleston
- Walker Evans
- Andreas Gursky
- Ulrich Hensel
- Candida Höfer
- Axel Hütte
- Thomas Kellner
- Jürgen Klauke
- Neil Krug
- Sharon Lockhart
- Robert Mapplethorpe
- Daido Moriyama
- Josef H. Neumann
- Helmut Newton
- Martin Parr
- Oscar Gustave Rejlander
- Albert Renger-Patzsch
- Man Ray
- Thomas Ruff
- August Sander
- Jan Saudek
- Marcus Schwier
- Cindy Sherman
- Edward Steichen
- Otto Steinert
- Alfred Stieglitz
- Thomas Struth
- Brigitte Tast
- Umbo
- Jeff Wall

## Experimentelle Fotografie

### Kunststile, in denen mit experimenteller Fotografie gearbeitet wird
- Dadaismus
- Surrealismus
- Pop Art
- Zeitgenössische Kunst

### Techniken
- Fotoübermalung
- Chemografie
- Chemigramm
- Chemogramm
- Fotocollage
- Fotografik
- Fotogramm
- Schadografie
- Fotomontage
- Heliografie
- Lomografie
- Polaroid-Anwendungen
- Pseudo-Solarisation
- Verwischung

### Bedeutende Fotografen
- Richard Brend’amour
- Pierre Cordier
- Rebecca Horn
- Horst Janssen
- Rosa Lachenmeier
- Dora Maar
- László Moholy-Nagy
- Josef H. Neumann
- Arnulf Rainer
- Man Ray
- Gerhard Richter
- Christian Schad
- Wolf Vostell

## Panografie, Fotocollage und Fotomontage
Die Panografie, die Fotocollage und die Fotomontage sind Möglichkeiten aus mehreren Fotos oder auch Bildelementen eine geschlosse Fotografie zu erstellen.
Bedeutende Vertreter:
- George Grosz
- John Heartfield
- Hannah Höch
- David Hockney
- Edith Lechtape
- Annegret Soltau
- Klaus Staeck

## Wettbewerbe und Preise
- IPA International Photography Awards
- ZEISS Photography Award
- Sony World Photography Awards
- Fine Art Photography Award
- Österreichischer Staatspreis für künstlerische Fotografie

## Ausstellungen
- The Family of Man
- Weltausstellung der Photographie

## Studiengänge
- Köln: Kunsthochschule für Medien Köln
- Mainz: Kunsthochschule der Johannes Gutenberg-Universität
- Wien: Akademie der Bildenden Künste Wien